# Rondel (juegos de mesa)

Rondel en el juego Antike.

Un rondel es un mecanismo de juego con forma de rueda que ofrece diversas opciones a los jugadores. Un sistema de juego de rondel es aquel en el que las opciones de acción del jugador están limitadas por su capacidad para avanzar dentro del rondel. Esto impide que el jugador realice la misma acción repetidamente. Normalmente, el jugador puede avanzar más de un espacio dentro del rondel pagando determinados costes.
El término deriva del inglés rondel, literalmente "de forma circular". La primera implementación de un sistema de rondel se debe al diseñador de juegos de mesa Mac Gerdts en su juego de 2005 Antike.
Otros diseñadores de juegos han utilizado posteriormente el sistema de rondel: Algunos ejemplos destacados son: 
- Vikings (2007). Diseñador: Michael Kiesling.
- Finca (2009). Diseñadores: Wolfgang Sentker y Ralf zur Linde.
- Trajan (2011). Diseñador: Stefan Feld.
- Empire Engine (2013) Diseñadores: Matthew Dunstan y Chris Marling.
- Teotihuacan: City of Gods (2018) Diseñador: Daniele Tascini
- The Search for Planet X (2020). Diseñadores: Matthew O'Malley y Ben Rosset.
- Tiny Epic Pirates (2021). Diseñador: Scott Almes.
- Planet Unknown (2022). Diseñadores: Ryan Lambert y Adam Rehberg.